# Ukrainische Autokephale Orthodoxe Kirche (1919–1937)
Die Ukrainische Autokephale Orthodoxe Kirche (ukrainisch Українська автокефальна православна церква) war eine autokephale orthodoxe Kirche in der Ukraine.
Nach der Ausrufung des ersten unabhängigen ukrainischen Staates am 25. Januar 1918, der Ukrainischen Volksrepublik, versuchten ukrainische Geistliche, die staatliche Unabhängigkeit mit der Gründung einer autokephalen orthodoxen Kirche zu untermauern. Ein Beschluss der Russisch-Orthodoxen Kirche vom September 1918 billigte die Anerkennung einer autonomen ukrainischen Kirche. Aufgrund der chaotischen Verhältnisse verliefen die ersten Bemühungen erfolglos. Die im Bürgerkrieg siegreichen Bolschewiki wollten jedoch die Russisch-Orthodoxe Kirche schwächen und standen dem Gedanken einer ukrainischen Nationalkirche zunächst wohlwollend gegenüber. Die erste autokephale ukrainische Kirche wurde im Mai 1920 in Kiew gegründet und wählte im Oktober 1921 Wassyl Lypkiwskyj zu ihrem ersten Metropoliten. Da ihm die erforderliche Anerkennung durch einen Patriarchen fehlte, wurde er von Priestern und Laien durch "Handauflegen" geweiht, was mit dem orthodoxen Kirchenrecht nicht vereinbar war. Die erste UAOK wurde deshalb von den anderen orthodoxen Kirchen nicht anerkannt. Trotzdem konnte sie Mitte der 1920er Jahre in der Ukraine nach eigenen Angaben 3–6 Millionen Gläubige sammeln, die in 1000 Pfarreien mit 1500 Priestern und 30 Bischöfen organisiert waren. Nachdem der stellvertretende Patriarchatsverweser Sergej (ab 1943 Patriarch der Russisch Orthodoxen Kirche) 1927  eine Deklaration gegenüber dem Sowjetstaat abgegeben hatte, in dem die Russisch-Orthodoxe Kirche die Trennung von Kirche und Staat akzeptierte, verloren die Bolschewiki ihr Interesse an der ukrainischen Autokephalie. Bischof Lypkiwskyj wurde noch im selben Jahr zum Rücktritt gezwungen und verbannt, die Kirche verlor ihre Autokephalie im Jahr 1930. In den folgenden Jahren wurden über 1000 ihrer Geistlichen verbannt. 1937 hörte sie zu bestehen auf.